# Distretto di Zéralda
Il distretto di Zéralda è un distretto della provincia di Algeri, in Algeria, con capoluogo Zéralda.

## Comuni
Il distretto di Zéralda comprende 5 comuni:
- Zéralda
- Mahelma
- Rahmania
- Souidania
- Staoueli